# Distrito de Nakagami (Okinawa)

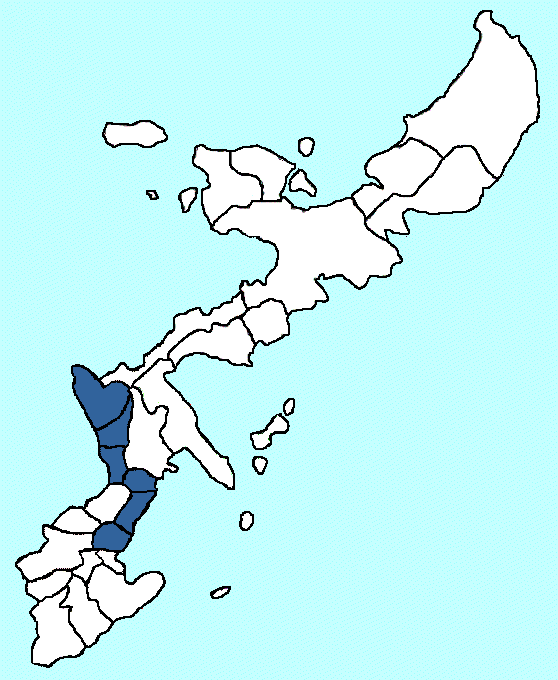
La zona del distrito de Nakagami en Okinawa.

Nakagami (中頭郡; Nakagami-gun Okinawense: Nakajan) es un distrito ubicado en Okinawa, Japón.
A partir de 2003, el distrito tiene una población estimada de 169,332 y la densidad de 1,216.03 habitantes por km². La superficie total es de 139,25 km².

## Ciudades y pueblos
- Chatan
- Kadena
- Kitanakagusuku
- Nakagusuku
- Nishihara
- Yomitan

## Uniones
El 1 de abril del 2005 Katsuren y Yonashiro se unieron con las antiguas ciudades de Gushikawa e Ishikawa para formar la nueva ciudad de Uruma.
- Datos: Q1205862